# Municipio de Oakwood (Minnesota)
El municipio de Oakwood (en inglés: Oakwood Township) es un municipio ubicado en el condado de Wabasha en el estado estadounidense de Minnesota. En el año 2010 tenía una población de 405 habitantes y una densidad poblacional de 4,38 personas por km².

## Geografía
El municipio de Oakwood se encuentra ubicado en las coordenadas 44°14′6″N 92°15′5″O / 44.23500, -92.25139. Según la Oficina del Censo de los Estados Unidos, el municipio tiene una superficie total de 92.42 km², de la cual 91,75 km² corresponden a tierra firme y (0,73 %) 0,67 km² es agua.

## Demografía
Según el censo de 2010, había 405 personas residiendo en el municipio de Oakwood. La densidad de población era de 4,38 hab./km². De los 405 habitantes, el municipio de Oakwood estaba compuesto por el 98,27 % blancos, el 0,49 % eran afroamericanos, el 0,25 % eran amerindios, el 0,25 % eran de otras razas y el 0,74 % eran de una mezcla de razas. Del total de la población el 1,23 % eran hispanos o latinos de cualquier raza.